# Station Warząchewka
Station Warząchewka is een spoorwegstation in de Poolse plaats Warząchewka Nowa.